# Philippe Delrieu
Philippe Delrieu, född den 10 augusti 1959 i Tarbes, Frankrike, är en fransk fäktare som tog OS-silver i herrarnas lagtävling i sabel i samband med de olympiska fäktningstävlingarna 1984 i Los Angeles.